# Andronikos IV Palaiologos
Andronikos IV Palaiologos (Grieks: Ανδρόνικος Δ' Παλαιολόγος) (Constantinopel 1348? – Selymbria 28 juni 1385) was Byzantijns (tegen)keizer.
Hij regeerde in een periode waarin Byzantium in steeds toenemende mate afhankelijk bleek van de machtspolitiek van de Italiaanse zeemogendheden en van de Osmanen. Hij kon zich als tegenkeizer (1376–1379) niet handhaven tegenover zijn vader Johannes V (1341–1391) en moest noodgedwongen genoegen nemen met een regionale heerschappij aan de Propontis (Zee van Marmara).